# Магрибский кубок чемпионов
Магрибский Кубок Чемпионов - североафриканский футбольный турнир чемпионов Алжира, Марокко, Туниса и Ливии, проходивший с 1970 по 1976 год. Считается наследником Североафриканского чемпионата и предшественником Кубка Чемпионов УНАФ.

## Победители
| Год        | Место проведения | Победитель       |
| ---------- | ---------------- | ---------------- |
| 1970 Обзор | Алжир            | Белуиздад        |
| 1971 Обзор |                  | Белуиздад        |
| 1972 Обзор | Касабланка       | Белуиздад        |
| 1973 Обзор | Тунис            | Этуаль дю Сахель |
| 1974 Обзор | Алжир            | Клуб Африкэн     |
| 1975 Обзор | Касабланка       | Клуб Африкэн     |
| 1976 Обзор | Тунис            | Клуб Африкэн     |

## Клубы-победители
| М | Клуб              | Побед | Финалов |
| - | ----------------- | ----- | ------- |
| 1 | Белуиздад         | 3     | 1       |
| 2 | Клуб Африкэн      | 3     | 0       |
| 3 | Этуаль дю Сахель  | 1     | 0       |
| 4 | Сфаксьен          | 0     | 2       |
| 5 | Эсперанс          | 0     | 1       |
| 5 | Кабилия           | 0     | 1       |
| 5 | МК Алжир          | 0     | 1       |
| 5 | Раджа Бени Меллал | 0     | 1       |

## Страны-победители
| Место | Страна       | Побед | Финалов |
| ----- | ------------ | ----- | ------- |
| 1     | Флаг Туниса  | 4     | 3       |
| 2     | Флаг Алжира  | 3     | 3       |
| 3     | Флаг Марокко | 0     | 1       |